# A.G.D.
A.G.D. (afkorting voor Anti Geruchten Dienst) was een verzetsblad uit de Tweede Wereldoorlog, dat vanaf 10 oktober 1944 tot en met 30 november 1944 in Amsterdam vrijwel elke dag in getypte vorm werd uitgegeven. De inhoud bestond voornamelijk uit nieuwsberichten, overgenomen van de B.B.C.
De eerste aflevering van A.G.D. opende met de volgende tekst:
Dit bulletin ontvangt U, wanneer er geen opzienbarend nieuws is, eenmaal per dag. Wordt de toestand echter zoo, dat er enkele malen per dag belangrijk nieuws wordt gegeven, dan vindt U een uur na het bekend worden hiervan, het A.G.D.-bulletin met de laatste berichten in Uw bus. De A.G.D. stelt zich niet ten doel Uw nieuwsgierigheid te bevredigen, doch wil uitsluitend, zoals haar naam aangeeft, het verspreiden van valsche geruchten tegen gaan. De betrouwbaarheid van het nieuws is absoluut onaanvechtbaar. De B.B.C. is de eenige bron van deze bulletins.